# Homens de Saturno
Os Homens de Saturno (em inglês Men from Saturn) são uma raça alienígena de vilões do Universo Marvel criados por Stan Lee, Jack Kirby e Joe Sinnot. São inimigos do deus nórdico Thor, e fizeram sua primeira aparição nos quadrinhos em Journey Into Mystery #83, sendo os primeiros vilões que Thor enfrentou.

## História
Quando o médico norte-americano Don Blake se encontra de férias na Noruega, uma nave alienígena pousa num local onde ele não está por perto. Sua aparência é verdadeiramente grotesca, pois são formados de rochas verdes, e sua força é verdadeiramente descomunal. Eles também possuem armas que podem desintegrar qualquer tipo de matéria. Quando eles pousam, um velho pescador os vê, e sai correndo contar à Polícia. Eles, porém, o tacham de louco e o mandam se se afastar. Nesse momento, Don Blake escuta tudo, e decide investigar o caso. No dia seguinte, quando o médico decide passar pelo local onde o pescador estava, avista os alienígenas, e, horrorizado, corre para uma caverna, que se fecha por causa de uma rocha. O médico acha um velho cajado de madeira, que tenta usar como alavanca para tirar a rocha da sída. Imediatamente, quando bate o cajado na rocha, ele adquire os poderes do deus Thor, e sai para buscar os alienígenas que estão causando o terror na região, sendo auxiliados por sua grande tecnologia que os permite desintegrar matéria, causar ilusões nos humanos e outras tarefas impossíveis. Quando Thor vem voando pelos ares, os alienígenas o prendem em uma jaula de barras de ferro proveniente de Saturno, mas mesmo assim Thor se livra dela usando suas próprias mãos. Então, os homens de pedra recorrem às suas armas desintegradoras, mas Thor lança seu poderoso martelo, fazendo com que eles as larguem. Após mais uma tentativa, eles liberam de sua nave um grande e perigoso robô, que achavam que destruiria o deus, porém este usa mais uma vez seu martelo, para destruir o mesmo. Depois de tatas tentativas, os homens de Saturno decidem recuar, amedrontados com a possibiliade de serem aniquilados pelo poder de Thor.

## Poderes & Habilidades
Os homens de Saturno são formados por rochas que possuem uma coloração esverdeada, o que já torna sua força física superior à dos homens, e, para agravar a situação, eles provêm de um planeta sem atmosfera, o que contribuiu para aumentar sua força na Terra, já que o planeta possui atmosfera. Além disso, sua tecnologia é bem mais avançada que a dos humanos, o que os torna bem mais superiores em questões de força geral, podendo gerar ilusões e desintegrar corpos e outros tipos de matéria.